# Lee Philips
Lee Philips (New York, 10 januari 1927 - Brentwood, Los Angeles, 3 maart 1999) was een Amerikaans acteur en filmregisseur.
Philips begon zijn carrière in het theater en brak in 1957 door met een rol in Peyton Place. In de jaren 60 stapte hij over van acteur naar regisseur. Hij regisseerde voornamelijk televisieseries en televisiefilms. Zo regisseerde hij de televisiebewerking van Peyton Place.
Philips stierf in 1999 aan progressieve supranucleaire paralyse.
- Biblioteca Nacional de España: XX1641607
- Bibliothèque nationale de France: cb142157410 (data)
- Gemeinsame Normdatei: 140618317
- International Standard Name Identifier: 0000 0000 7731 9088
- Library of Congress Control Number: no92027989
- Nederlandse Thesaurus van Auteursnamen: 112367259
- SNAC: w63n3gdm
- Virtual International Authority File: 46972868
- WorldCat: E39PBJxhrJCCfFcbDb3qf6mrv3